# Tipula hypovalvata
Tipula hypovalvata är en tvåvingeart som beskrevs av Alexander 1936. Tipula hypovalvata ingår i släktet Tipula och familjen storharkrankar. Inga underarter finns listade i Catalogue of Life.